# لانيو
لانيو ( (بالصينية: 揽月؛ البينيين: lǎn yuè؛ بالترجمة الحرفية 'embracing the moon') أي «أحتضان القمر»، هي مَركبة هبوط، وكانت معروفة سابقًا باسم مركبة الهبوط الصينية المأهولة على سطح القمر أو ببساطة مثل مركبة الهبوط على سطح القمر، هي مركبة فضائية قيد التطوير من قِبل الأكاديمية الصينية لتكنولوجيا الفضاء. الغرض من المركبة هو حمل رائدي فضاء إلى سطح القمر وإعادتهما إلى مداره بعد فترة زمنية مُحددة. من المتوقع أن تتم أول محاولة هبوط للمركبة على سطح القمر بحلول عام 2030م.

## التسمية
الأسماء الرسمية لكل من مركبة الهبوط القمرية المأهولة والمركبة الفضائية المأهولة من الجيل التالي، مَنجو (梦舟 تم الكشف عنها من قبل وكالة الفضاء المأهولة الصينية في 24 فبراير 2024م. إحدى الترجمات الإنجليزية المحتملة لـ «لانيو» Lanyue هي «أحتضان القمر»Embracing the Moon بينما يمكن أن تكون الترجمة الإنجليزية لـ «مَنجو» Mengzhou هي «مركبة الأحلام» Vessel of Dreams أو Dream Vessel .

## ملخص
منذ أغسطس 2021م على الأقل، أفادت وسائل الإعلام الغربية أن المقاول الرئيسي للمركبات الفضائية في الصين كان يعمل على نظام هبوط مخصص للبشر للمهام القمرية. في 12 يوليو 2023م، في المنتدى التجاري الفضائي الصيني الدولي التاسع في مدينة ووهان بمقاطعة خوبي، قدم «تشانچ هايليان»، نائب كبير المصممين في وكالة الفضاء الصينية، علنًا خطة أولية لهبوط رائدي فضاء على القمر بحلول عام 2030م. وبموجب هذه الخطة، سيجري رواد الفضاء تجارب علمية عند الهبوط على القمر، يتضمن ذلك جمع عينات من الصخور القمرية والتربة القمرية. وبعد إقامة قصيرة على سطح القمر، سيحملون العينات المُجمعة إلى مدار قمري في مركبتهم الفضائية ثم إلى الأرض.
تصف الخطة «جزء الهبوط» يتكون من مركبة هبوط قمرية جديدة مُتصلة بمركبة دفع سيتم إطلاقهما معًا بشكل مستقل في مدار دخول قمري (TLI) بواسطة صاروخ المسيرة الطوليلة 10 قيد التطوير. يُشبه ترتيب مرحلة الهبوط والدفع إلى حد ما بنية مركبة الهبوط المدارية لمهمتي تشانچ آه-5 (2020م) وتشانچ آه 6 (2024م) الآليتين لإرجاع العينات القمرية؛ ولكن، على عكس المركبات المدارية للمهام الروبوتية، ستهبط مركبة الدفع المأهولة من مدار القمر مع مركبة الهبوط بدلاً من البقاء في مدار القمر.

## تاريخ التطوير
في 24 أبريل 2024م، صرّح لين شي تشيانچ، نائب مدير وكالة الفضاء المأهولة الصينية، بانتهاء التطوير الأولي لمختلف أجزاء مهمات الصين القمرية، بما في ذلك مركبة الهبوط لانيو. ووفقًا للين، فقد تم تصنيع الأجزاء الميكانيكية والحرارية لمركبة الهبوط وأجزاء المهمة الأخرى، وتخضع محركات الصواريخ اللازمة لاختبارات إطلاق نار ساخنة. وأوضح لين أن إنتاج النماذج الأولية واختباراتها جارية على قدم وساق، وأن موقع إطلاق استكشاف القمر المأهول قيد الإنشاء حاليًا بالقرب من ميناء وينشانغ الفضائي الساحلي الحالي في مقاطعة هاينان.
في 29 أكتوبر 2024م، أعلنت أكاديمية الفضاء الصينية عن إجراء اختبار فصل للوحدتين التابعتين لنظام الهبوط (مركبة الهبوط ومركبة الدفع الخاصة بها).
في 7 أغسطس 2025م، أعلنت أكاديمية الفضاء الصينية نجاح اختبارات الهبوط والصعود المتكاملة باستخدام أداة اختبار هبوط في منشأة تقع في مقاطعة هويلاي بمقاطعة خبي. وقد أثبتت هذه الاختبارات كفاءة أنظمة هبوط وإقلاع المركبة، وأنظمة التحكم، وإجراءات إيقاف التشغيل (إجراءات ما بعد الهبوط)، والاتصالات بين الأنظمة الفرعية، بما في ذلك التوجيه والملاحة والتحكم، بالإضافة إلى نظام الدفع. كما أشارت أكاديمية الفضاء الصينية إلى إجراء اختبارات ميكانيكية تحاكي تأثير الإطلاق على منصة الهبوط. كما أُُجريت اختبارات للتحقق من استجابة المركبة للبيئة الحرارية للفضاء القمري.

## هندسة مهمة الهبوط

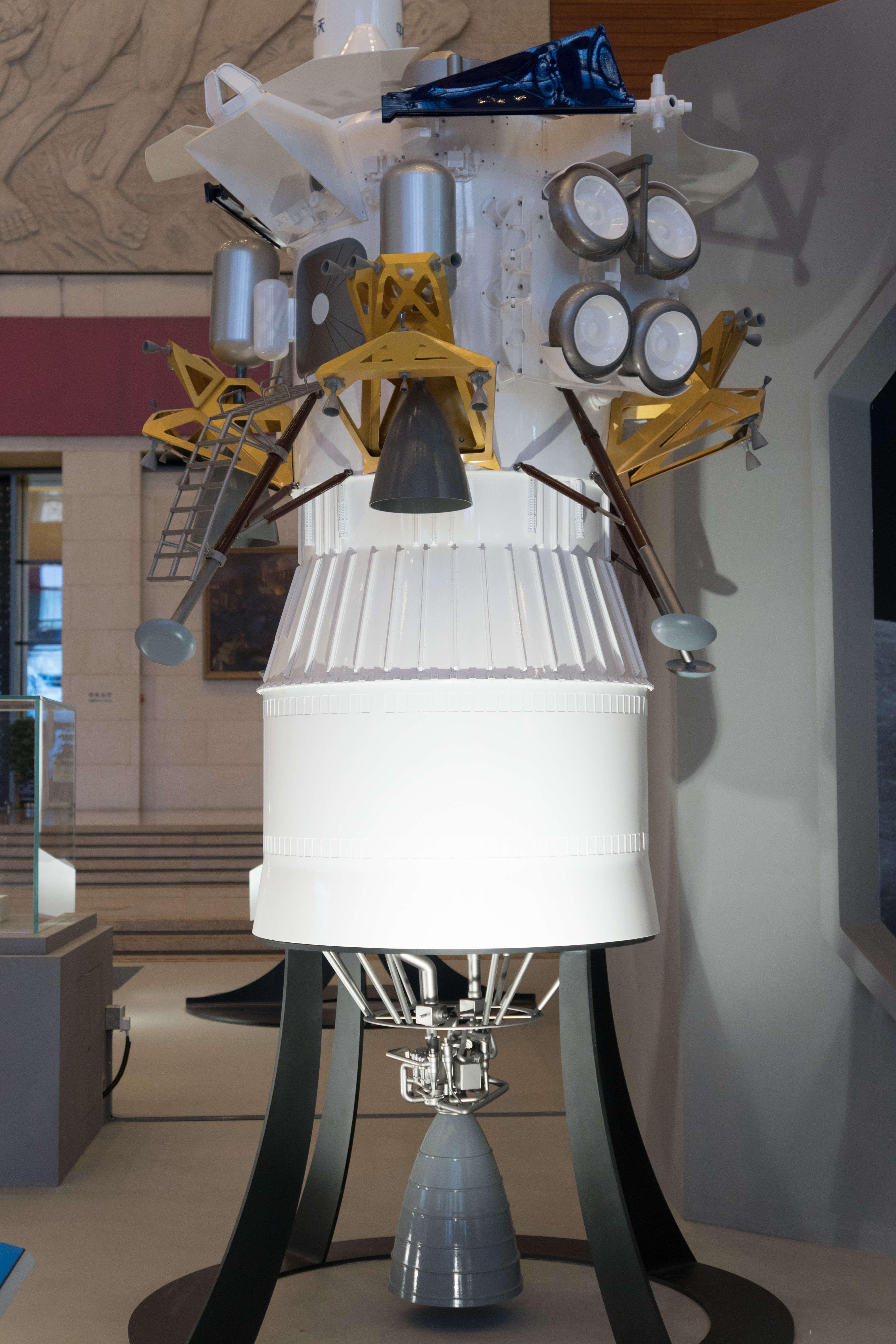
منظر آخر لنموذج مركبة الهبوط القمرية الصينية المأهولة في عام 2023م (أرجل الهبوط تختلف على الواقع).